# Knut Agathon Wallenberg
Knut Agathon Wallenberg, ofta benämnd K A Wallenberg, född 19 maj 1853 i Katarina församling i Stockholm, död 1 juni 1938 i Skeppsholms församling i Stockholm, var en svensk bankman, politiker och filantrop.

## Utbildning
Wallenberg utbildade sig liksom fadern André Oscar Wallenberg till sjöofficer, men skaffade sig tidigt även bankpraktik i Paris.

## Karriär

### Stockholms Enskilda Bank
I samband med den stora finanskrisen i Sverige och andra länder 1878-79 började Knut Agathon Wallenberg arbeta i Stockholms Enskilda Bank, som grundats 1856 av hans far A O Wallenberg. Finanskrisen drev banken, som hade stora och osäljbara obligationsinnehav i järnvägssektorn, mot konkurs. Banken räddades, liksom flera andra banker, av ett statligt stödlån.
Vid faderns död 1886 övertog Wallenberg ansvaret för banken. Detta skedde samtidigt som en intensiv investeringsperiod i svenskt näringsliv inleddes. Stockholms Enskilda Bank spelade under denna tid en nydanande roll genom att förbinda den franska kapitalmarknaden med efterfrågan på krediter inom den snabbt expanderande svenska industrin. Banken spelade en viktig roll för finansieringen av Sveriges genombrott som industrination. K A Wallenberg skapade en mycket stor förmögenhet och en ledande ställning i svenskt samhällsliv. Han var medverkade vid alltifrån rekonstruktioner inom bruksnäringen till skapandet av Norsk Hydro (Norge var under denna tid i union med Sverige) och exploateringen av malmfälten i Norrbotten.

### Politiska uppdrag

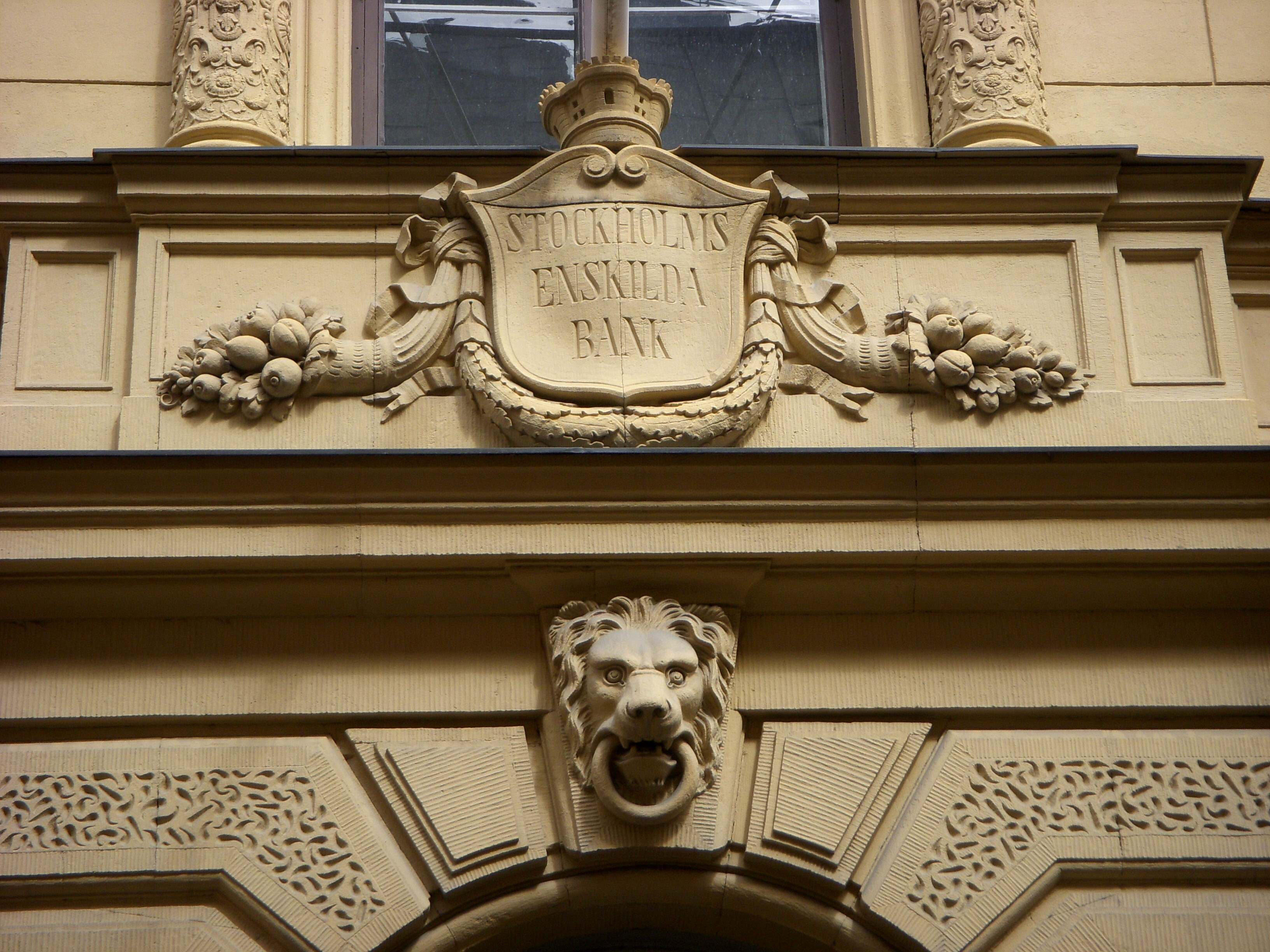
Stockholms Enskilda Bank vid Lilla Nygatan i Gamla stan

Wallenberg var intensivt engagerad i olika samhällsfrågor, inte minst i Stockholms utveckling. Han var under drygt 30 år aktiv i kommunalpolitiken i huvudstaden, som ledamot i Stockholms stadsfullmäktige 1883–1914. Han var också riksdagsledamot i första kammaren i mer än ett årtionde, 1907–1919, och utrikesminister under krigsåren 1914–1917. I sin position som utrikesminister sågs han, framför allt av vänstern, som en motvikt till de tyskorienterade krafterna i regeringen.

### Byggprojekt
Han var initiativtagare, långivare, donator och pådrivare bakom en stor mängd samtida byggprojekt, främst i Stockholm, bland annat Kungliga Operan, Handelshögskolan i Stockholm, Stockholms stadshus, Stadsbiblioteket, Sjöhistoriska museet och Svenska institutet i Rom. Han var även initiativtagare till och pådrivande bakom utvecklingen av samhället Saltsjöbaden, dess villastad, järnväg, Grand Hotel Saltsjöbaden, Uppenbarelsekyrkan och Observatorium.
Han var ordförande i pensionsbolaget Alectas överstyrelse mellan åren 1916 och 1938.

### Handelshögskolan i Stockholm

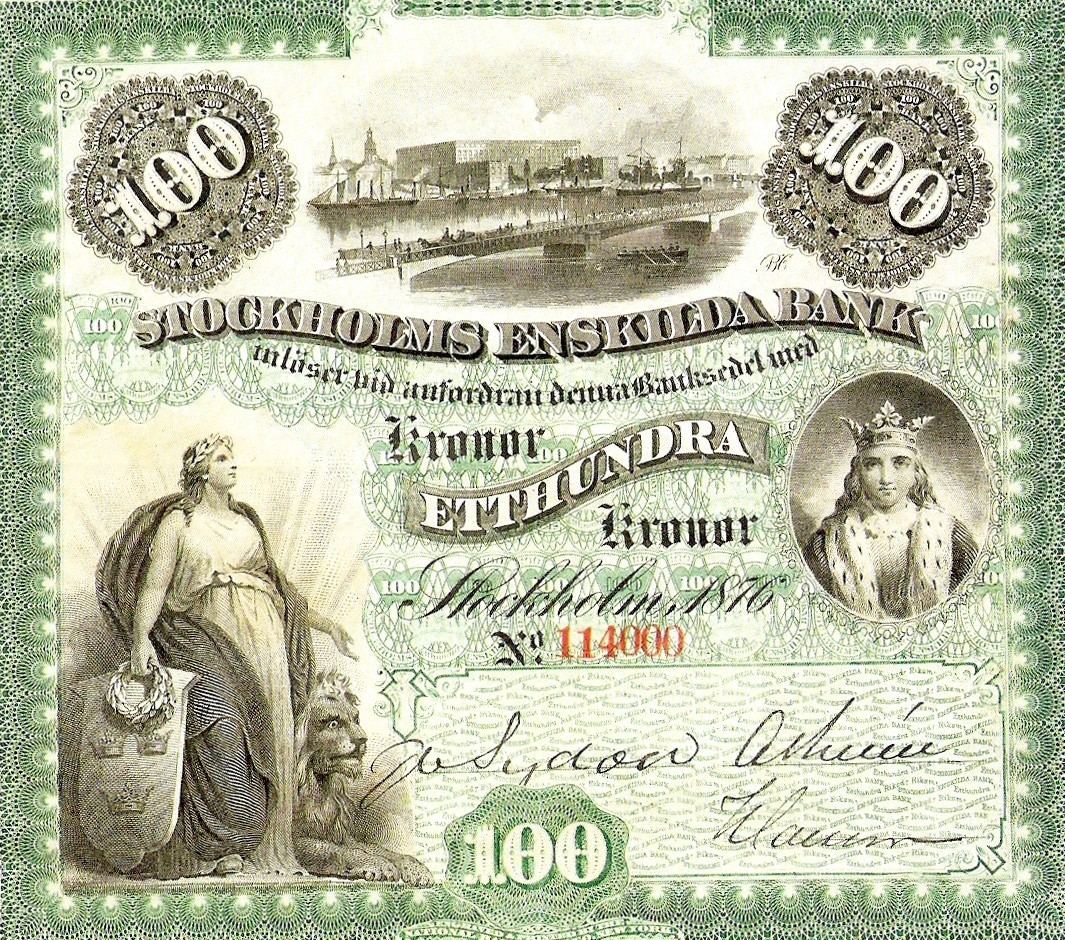
Sedel utgiven av Stockholms Enskilda Bank 1876

Knut Agathon Wallenberg donerade 1903, efter förslag från affärsmän inom svenskt näringsliv, en stor summa till grundandet av en handelshögskola i Stockholm. Pengarna användes av den år 1906 inrättade Handelshögskoleföreningen till att år 1909 grunda Handelshögskolan i Stockholm, då belägen i Brunkebergs hotell på Brunkebergstorg 2 på Norrmalm i Stockholm.
Wallenberg var ordförande för Handelshögskoleföreningen, Handelshögskolans högsta beslutande organ, 1906–1938. Han var också vice ordförande för Handelshögskolans direktion, högskolans högsta verkställande organ, 1909–1938. Han donerade medel för inrättandet av A O Wallenbergs professur i nationalekonomi och bankvetenskap vid högskolan 1917, en donationsprofessur namngiven efter hans far. Donationsprofessuren finns kvar än idag[när?] och innehas sedan 1995 av Jörgen Weibull. Han gjorde även stora donationer för att finansiera högskolans nya huvudbyggnad på Sveavägen 65 i Stockholm.

### Knut och Alice Wallenbergs stiftelse
Wallenberg hade 1917 bildat Knut och Alice Wallenbergs stiftelse och engagerade sig som landets i särklass främste donator och mecenat vad gäller kultur och vetenskap. Han var en av initiativtagarna och genom Knut och Alice Wallenbergs stiftelse finansiärerna till Stockholms stadshus, Stockholms stadsbibliotek och Handelshögskolan i Stockholms nya huvudbyggnad på Sveavägen 65 i Stockholm.

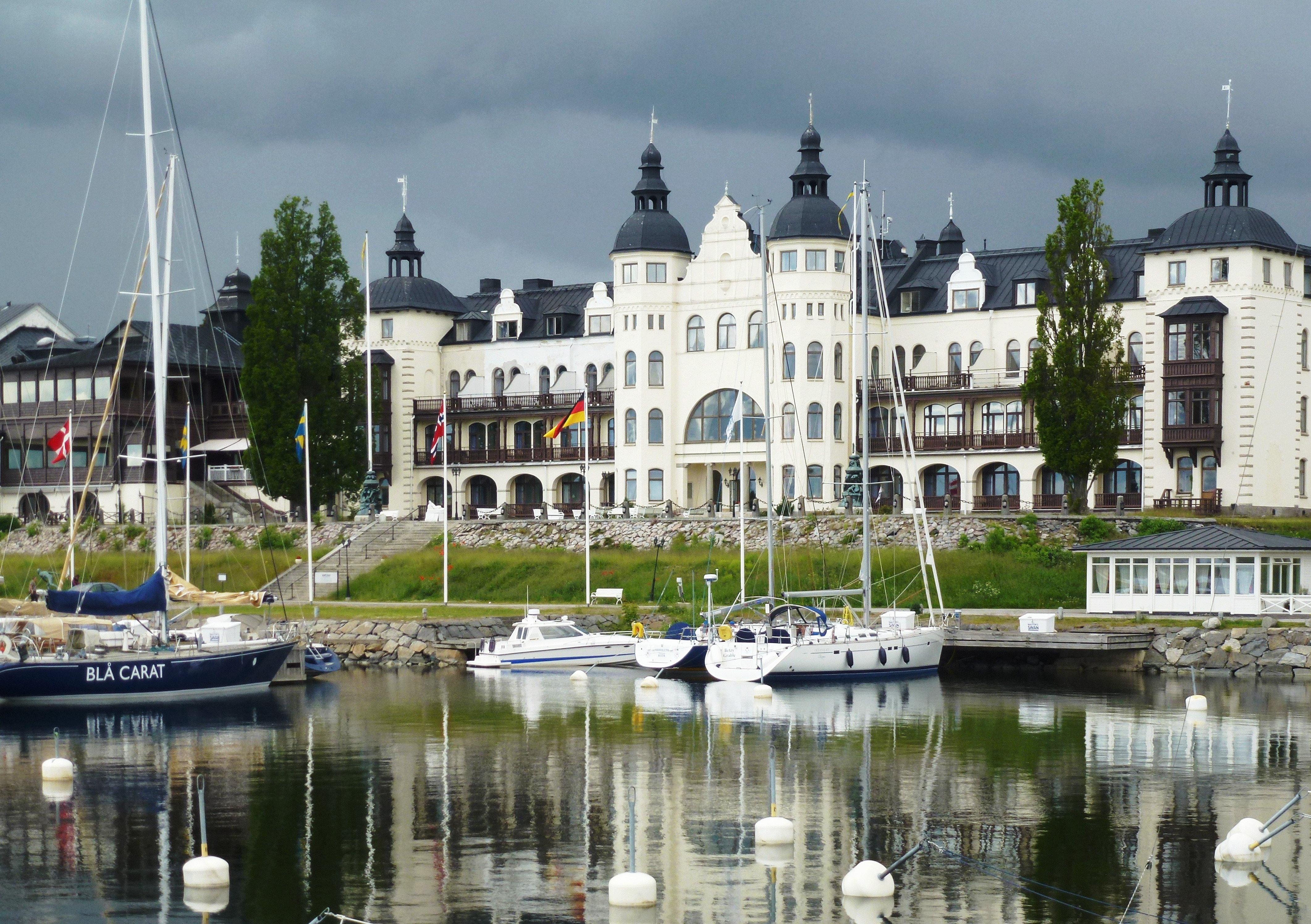
Grand Hôtel Saltsjöbaden

## Privatliv
Knut Agathon Wallenberg var gift med Alice Wallenberg. Paret adopterade 1887 Jeanne Nyström, som då var två år, och gavs namnet Nannie Wallenberg. Hon var dotter utanför äktenskapet till Jean Karadja Pasha, och därmed halvsyster till Constantin Karadja.

## Tidslinje
- Ledamot i Stockholms stadsfullmäktige 1883–1914
- Företagsledare för Stockholms Enskilda Bank 1886–1911
- Ordförande för Handelshögskoleföreningen 1906–1938
- Riksdagsledamot 1907–1919
- Vice ordförande för Handelshögskolans direktion 1909–1938
- Styrelseordförande för Stockholms Enskilda Bank 1911–1914
- Utrikesminister 1914–1917
- Grundade Knut och Alice Wallenbergs stiftelse 1917
- Donerade pengar till inrättandet av A O Wallenbergs professur i nationalekonomi och bankvetenskap 1917
- Styrelseordförande för Stockholms Enskilda Bank 1917–1938

## Utmärkelser

### Svenska utmärkelser
- Riddare och kommendör av Kungl. Maj:ts orden (Serafimerorden), 6 juni 1916.[9]
- Konung Gustaf V:s jubileumsminnestecken med anledning av 70-årsdagen, 1928.[10]
- Kommendör med stora korset av Vasaorden, 24 januari 1912.[11]
- Kommendör av första klassen av Vasaorden, 23 september 1897.[12]
- Kommendör av första klassen av Nordstjärneorden, 15 oktober 1906.[13]
- Riddare av Nordstjärneorden, 1890.[14]
- Ledamot nummer 822 av Kungl. Vetenskapsakademien, invald 1928.
- Hedersledamot av Kungliga Akademien för de fria konsterna, 1913.[15]
- Hedersledamot av Kungliga Örlogsmannasällskapet, 1914.[16]

### Utländska utmärkelser
- Storkorset av Danska Dannebrogorden, tidigast 1910 och senast 1915.[17][18]
- Kommendör av första graden av Danska Dannebrogorden, senast 1905.[12]
- Storkorset av Franska Hederslegionen, tidigast 1910 och senast 1915.[17][18]
- Officer av Franska Hederslegionen, senast 1905.[12]
- Storkorset av Norska Sankt Olavs orden, tidigast 1910 och senast 1915.[17][18]
- Kommendör av första klassen av Norska Sankt Olavs orden, senast 1905.[12]
- Riddare av andra klassen med kraschan av Preussiska Röda örns orden, tidigast 1905 och senast 1908.[12][19]
- Riddare av andra klassen med kraschan av Ryska Sankt Stanislausorden, senast 1905.[12]
- Andra klassen av Thailändska Vita elefantens orden, tidigast 1905 och senast 1908.[12][19]

## Familj

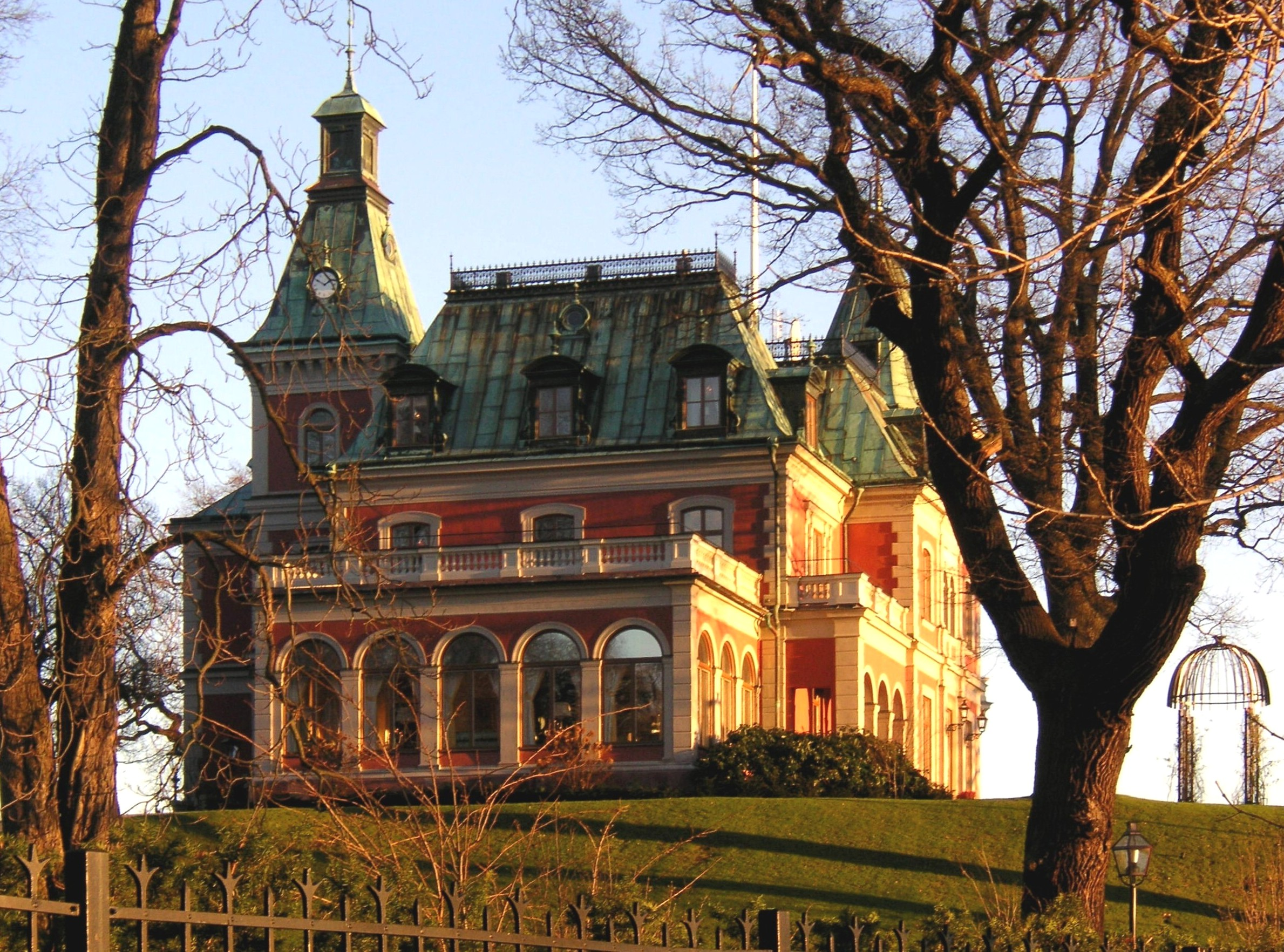
Täcka udden på Djurgården, var paret Wallenbergs sommarresidens 1889-1938.

Knut Agathon Wallenberg föddes 1853 som utomäktenskaplig son till bankmannen och politikern André Oscar Wallenberg (1816–1886) och fartygsstäderskan Catharina Wilhelmina Mina Andersson. Fadern och modern gifte sig året därpå, men äktenskapet blev kortvarigt då modern dog 1855.
Han var från 1878 gift med Alice Nickelsen (1858–1956). Paret hade inga egna barn, men tog år 1888 fosterdottern Jeanne "Nannie" Nyström (1885–1962), senare Wallenberg, som tillsammans med maken Helge Lybeck (1879–1961) hade Fogelviks slott i Östergötland och fick fem barn. Nannie Wallenberg gifte på 1920-talet om sig med hotellägaren Otto Pantzer i Merano, Italien, men skilde sig även från honom.
Makarna Wallenberg vilar i ett särskilt avsett gravkor i Uppenbarelsekyrkan i Saltsjöbaden, vars uppförande K A Wallenberg finansierade.